# مولین (ایلینوی)
مولین، ایلینوی (به انگلیسی: Moline, Illinois) یک شهر در ایالات متحده آمریکا با جمعیت ۴۳٬۴۸۳ نفر است که در ایلی‌نوی واقع شده‌است.